# Mall of Switzerland
 (octobre 2023).
La mise en forme du texte ne suit pas les recommandations de Wikipédia : il faut le « wikifier ».
Les points d'amélioration suivants sont les cas les plus fréquents. Le détail des points à revoir est peut-être précisé sur la page de discussion.
- Les titres sont pré-formatés par le logiciel. Ils ne sont ni en capitales, ni en gras.
- Le texte ne doit pas être écrit en capitales (les noms de famille non plus), ni en gras, ni en italique, ni en « petit »…
- Le gras n'est utilisé que pour surligner le titre de l'article dans l'introduction, une seule fois.
- L'italique est rarement utilisé : mots en langue étrangère, titres d'œuvres, noms de bateaux, etc.
- Les citations ne sont pas en italique mais en corps de texte normal. Elles sont entourées par des guillemets français : « et ».
- Les listes à puces sont à éviter, des paragraphes rédigés étant largement préférés. Les tableaux sont à réserver à la présentation de données structurées (résultats, etc.).
- Les appels de note de bas de page (petits chiffres en exposant, introduits par l'outil «  Source ») sont à placer entre la fin de phrase et le point final[comme ça].
- Les liens internes (vers d'autres articles de Wikipédia) sont à choisir avec parcimonie. Créez des liens vers des articles approfondissant le sujet. Les termes génériques sans rapport avec le sujet sont à éviter, ainsi que les répétitions de liens vers un même terme.
- Les liens externes sont à placer uniquement dans une section « Liens externes », à la fin de l'article. Ces liens sont à choisir avec parcimonie suivant les règles définies. Si un lien sert de source à l'article, son insertion dans le texte est à faire par les notes de bas de page.
- La présentation des références doit suivre les conventions bibliographiques. Il est recommandé d'utiliser les modèles {{Ouvrage}}, {{Chapitre}}, {{Article}}, {{Lien web}} et/ou {{Bibliographie}}. Le mode d'édition visuel peut mettre en forme automatiquement les références.
- Insérer une infobox (cadre d'informations à droite) n'est pas obligatoire pour parachever la mise en page.

Pour une aide détaillée, merci de consulter Aide:Wikification.
Si vous pensez que ces points ont été résolus, vous pouvez retirer ce bandeau et améliorer la mise en forme d'un autre article.
Le Mall of Switzerland est un centre commercial situé à Ebikon dans le canton de Lucerne en Suisse. Avec une superficie de 65 000 mètres carrés, il s'agit du deuxième plus grand centre commercial et de loisirs de Suisse.

## Description
Le centre commercial combine des magasins et des restaurants avec une offre de loisirs et de sport, un espace pour enfants, la première vague indoor stationnaire de Suisse et le plus grand écran de cinéma IMAX du pays dans le cinéma multiplexe Pathé avec 12 écrans et un total de 1 962 places. On y trouve également un centre de formation, un club de remise en forme et de bien-être de plus de 2 000 m2. Le plus grand espace pour enfants dans un centre commercial de Suisse avec une superficie de 1 500 m2.
La promenade « La Strada » propose des boutiques de marques de vêtements, de la beauté, des chaussures, des bijoux et des accessoires. Les magasins dits éphémères proposent des offres régulières avec des produits de niche, par exemple de jeunes créateurs nationaux et internationaux.
Les clients ont accès à un accès Wi-Fi complet, à des points d'information, à des de salon et des vestiaires. Cela comprend un service de livraison en collaboration avec la Poste Suisse.
Outre un ensemble de restaurants avec un toit-terrasse attenant à l'étage, l'offre gastronomique du Centre commercial suisse comprend divers restaurants au rez-de-chaussée et dans l'espace de loisirs, chacun avec terrasse, ainsi que de nombreux bars et cafés. Des événements réguliers sont prévus sur la place centrale, qui doit son nom à l'ancien nom du projet, Ebisquare. Par exemple, en été, l'EbiBeach, un paysage de plage recréée. En hiver, une patinoire artificielle est aménagée sur le site.
Depuis son ouverture, le centre commercial a connu des postes vacants et un roulement de locataires. L'espace commercial au dernier étage est rarement utilisé et est en partie inaccessible. Des concepts[Quoi ?] de conversion de l'espace libre ont été discutés peu après l'ouverture, mais n'ont pas réussi à provoquer un retournement de situation.

## Situation
Le centre commercial est situé à Ebikon, dans la rue de l'Ebisquare, à côté du site de l'usine d'ascenseurs Schindler.
Avec à l'arrêt Buchrain, le centre commercial est directement relié au réseau S-Bahn de Lucerne. La ligne 1 circule toutes les demi-heures en direction de Rotkreuz-Zug-Baar et Lucerne -Sursee. Une passerelle emmène directement du quai au premier étage du centre commercial.
L'arrêt de bus Fildern se trouve à Ebisquare et est desservi par les bus des lignes 23 et 111 en direction de Gisikon et Inwil ainsi que Waldibrücke. Depuis le changement d'horaire en décembre 2019, la ligne 1 du RBus dessert le centre commercial.
Le centre commercial est accessible en voiture respectivement via la sortie Buchrain de l'autoroute A14 et via la route cantonale Lucerne – Ebikon.

## Architecture
Le centre commercial comprend les bâtiments, des activités de loisirs et un parking. En termes d'urbanisme, les bâtiments à l'architecture innovante s'intègrent dans le caractère à grande échelle de la zone industrielle, qui s'étend le long de la voie ferrée. Les «façades sautantes» sont uniques en Suisse. Cela signifie flexibilité et variété dans la planification et la création de vitrines. Entre autres choses, les devantures des différents magasins - au lieu d'être alignées le long d'une ligne commune comme d'habitude - peuvent également avancer ou reculer individuellement, ce qui fait que le centre commercial rappelle une rue commerçante naturellement développée.
Le logo du Centre commercial est dérivé de la croix suisse et condensé en un motif également connu des marques de mode. Il reprend le rouge suisse.

## Planification

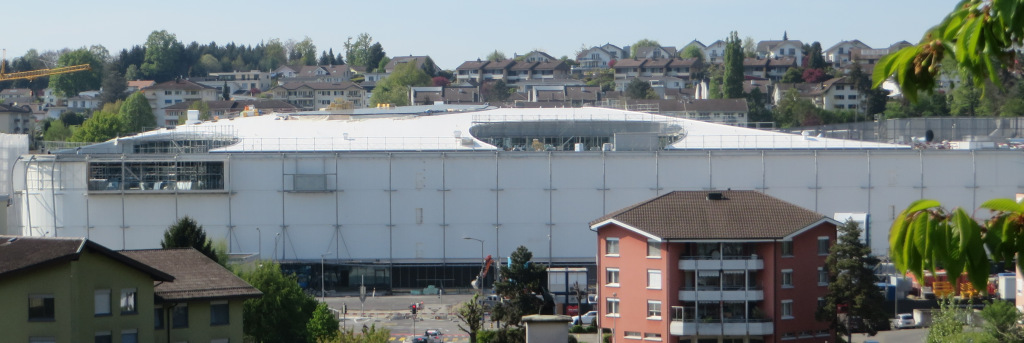
Mall of Switzerland en construction (avril 2017)

En 2005, l'assemblée communale d'Ebikon a approuvé le plan de développement d'Ebisquare, sur lequel repose le concept actuel du Mall of Switzerland. Après que l'investisseur de l'époque ait dû se retirer en raison d'un goulot d'étranglement financier, Halter a repris le projet en 2011 avec l'idée de le diviser en différentes parties : commerces, loisirs, logement et hôtel. Halter a fait appel aux développeurs du projet, avec leur aide l'investisseur actuel a été trouvé. La pose de la première pierre a eu lieu le 11juin 2014, et le gros œuvre a été achevé après un an et demi, le 23 juin et le projet était livré en décembre 2015. Le centre commercial a ouvert ses portes en 2017.

## Investisseurs
Le projet a été financé par une filiale de Silver Holdings SA. Il s'agit d'une société d'investissement immobilier détenue à 100% par l'Abu Dhabi Investment Authority (ADIA) . FREO Suisse a agi en tant que développeur de projet pour le Centre commercial et a également représenté l'investisseur. FREO Switzerland AG est une société de capital-investissement et un gestionnaire de fonds spécialisé dans l'acquisition et le développement d'immobilier commercial. Le centre commercial est exploité par La Société Générale Immobilière (Suisse) LSGISA, basée à Genève.

## Varié[Quoi ?]
L'ouverture prévue le 28 septembre 2017 est reportée à début novembre 2017 en raison d'un arrêt des travaux en mars 2017.
Le centre commercial publie le 2 octobre 2017 une liste de tous les commerces et restaurants. Début octobre 2017, il y a environ 80 % de surface louée.
L'une des attractions de l'offre de loisirs, la vague de surf indoor, ouverte le 13 septembre 2018.
Au bout d'un an, fin 2018, le réalisateur Jan Wengeler a quitté le Centre commercial. Son successeur fut Peter Triner. Triner avait auparavant travaillé pour Triumph et Bernina Suisse. En décembre 2020, Jessica Janssen a repris la direction du centre commercial.